# アフリカンローズ
アフリカンローズ (African Rose) とはイギリスで生産された競走馬である。

## 経歴
2007年（2歳）
7月に競走馬デビュー戦をクリストフ・スミヨンが騎乗して迎え、デビュー初戦は2着だった。続く約1ヶ月後のデビュー2戦目は以降主戦騎手となるステファン・パスキエに乗り替わってレースを制して初勝利を挙げた。その後は重賞戦線を走り、9月のオマール賞（G3）と10月のレゼルヴォワール賞（G3）でともに3着となり、その後は休養に入り4戦1勝で3歳を終えた。
2008年（3歳）
休養明け初戦となった4月の一般戦で3着、続く1ヶ月後のポンヌフ賞（準重賞）を制して2勝目を挙げた。さらに約1ヵ月後のポルトマイヨ賞（G3）で4着、8月にはG1競走初挑戦となるモーリス・ド・ゲスト賞に出走し、マルシャンドールに敗れたが2着となった。その後の9月にイギリスへ遠征して出走したスプリントカップを1番人気で制しG1競走初勝利を挙げた。この勝利は鞍上のパスキエとヘッド厩舎にとっても同競走初勝利となった。レース後は帰国し、10月にフォレ賞へ出走したがパコボーイに敗れて7着という結果に終わりその後は休養に入った。
2009年（4歳）
休養を終えて5月31日のグロシェーヌ賞（G2）から復帰したが、4着に終わる。続く7月10日のジュライカップでは見せ場がなく6着に敗れた。続く8月9日のモーリスドゲスト賞ではブービーの11着と大敗し、このレースを最後に現役を引退した。

## 血統表
| アフリカンローズの血統ミスタープロスペクター系／Northern Dancer 4×4=12.50%、Nijinsky II 3×5=15.63%（母内） | アフリカンローズの血統ミスタープロスペクター系／Northern Dancer 4×4=12.50%、Nijinsky II 3×5=15.63%（母内） | アフリカンローズの血統ミスタープロスペクター系／Northern Dancer 4×4=12.50%、Nijinsky II 3×5=15.63%（母内） | （血統表の出典）        | （血統表の出典） |
| 父 Observatory 1997 栗毛                                                                                   | 父の父Distant View 1991 栗毛                                                                               | Mr. Prospector                                                                                             | Raise a Native          | Raise a Native   |
| 父 Observatory 1997 栗毛                                                                                   | 父の父Distant View 1991 栗毛                                                                               | Mr. Prospector                                                                                             | Gold Digger             |                  |
| 父 Observatory 1997 栗毛                                                                                   | 父の父Distant View 1991 栗毛                                                                               | Seven Springs                                                                                              | Irish River             | Irish River      |
| 父 Observatory 1997 栗毛                                                                                   | 父の父Distant View 1991 栗毛                                                                               | Seven Springs                                                                                              | La Trinite              |                  |
| 父 Observatory 1997 栗毛                                                                                   | 父の母Stellaria 1986 栗毛                                                                                  | Roberto | Hail to Reason          | Hail to Reason   |
| 父 Observatory 1997 栗毛                                                                                   | 父の母Stellaria 1986 栗毛                                                                                  | Roberto | Bramalea                |                  |
| 父 Observatory 1997 栗毛                                                                                   | 父の母Stellaria 1986 栗毛                                                                                  | Victoria Star                                                                                              | Northern Dancer         | Northern Dancer  |
| 父 Observatory 1997 栗毛                                                                                   | 父の母Stellaria 1986 栗毛                                                                                  | Victoria Star                                                                                              | Solometeor              |                  |
| 母 New Orchid 2000 鹿毛                                                                                    | 母の父Quest for Fame 1987 黒鹿毛                                                                           | Rainbow Quest                                                                                              | Blushing Groom          | Blushing Groom   |
| 母 New Orchid 2000 鹿毛                                                                                    | 母の父Quest for Fame 1987 黒鹿毛                                                                           | Rainbow Quest                                                                                              | I Will Follow           |                  |
| 母 New Orchid 2000 鹿毛                                                                                    | 母の父Quest for Fame 1987 黒鹿毛                                                                           | Aryenne | Green Dancer            | Green Dancer     |
| 母 New Orchid 2000 鹿毛                                                                                    | 母の父Quest for Fame 1987 黒鹿毛                                                                           | Aryenne | Americaine              |                  |
| 母 New Orchid 2000 鹿毛                                                                                    | 母の母Musicanti 1991 鹿毛                                                                                  | Nijinsky II                                                                                                | Northern Dancer         | Northern Dancer  |
| 母 New Orchid 2000 鹿毛                                                                                    | 母の母Musicanti 1991 鹿毛                                                                                  | Nijinsky II                                                                                                | Flaming Page            |                  |
| 母 New Orchid 2000 鹿毛                                                                                    | 母の母Musicanti 1991 鹿毛                                                                                  | Populi | Star Envoy              | Star Envoy       |
| 母 New Orchid 2000 鹿毛                                                                                    | 母の母Musicanti 1991 鹿毛                                                                                  | Populi | Sister Shannon F-No.4-f |                  |

血統背景
- 伯父（母の半兄）、ディスタントミュージック（種牡馬）
- 大伯父（祖母の半兄）、ヴァンランディンガム（1985年ジョッキークラブゴールドカップステークス、ワシントンDCインターナショナル、種牡馬）
- 祖母のいとこ、サクスンコティジ（種牡馬）
- 曾祖母の半弟、テンパランスヒル（1980年ベルモントステークスなど、1980年エクリプス賞最優秀3歳牡馬、種牡馬）
- 甥（半妹の息子）、ネイティヴトレイル（2021年カルティエ賞最優秀2歳牡馬）